# Obsjtina Dospat
Obsjtina Dospat (bulgariska: Община Доспат) är en kommun i Bulgarien.   Den ligger i regionen Smoljan, i den sydvästra delen av landet, 140 km sydost om huvudstaden Sofia. Antalet invånare är 9 224. Arean är 283 kvadratkilometer.
Terrängen i Obsjtina Dospat är kuperad.
Obsjtina Dospat delas in i:
- Barutin
- Brăsjten
- Zmeitsa
- Kăsak
- Ljubtja
- Tsrăntja
- Tjavdar

Följande samhällen finns i Obsjtina Dospat:
- Dospat
- Barutin
- Zmeitsa
- Lyubcha

I omgivningarna runt Obsjtina Dospat växer i huvudsak barrskog. Runt Obsjtina Dospat är det glesbefolkat, med 11 invånare per kvadratkilometer.